# Consejero de la Casa Blanca
El Consejero de la Casa Blanca es una persona designada por el Presidente de los Estados Unidos y el Vicepresidente de los Estados Unidos cuya función es la de asesorar al presidente en todos los asuntos legales que incumban a su presidencia y a su administración. Pat Cipollone ostenta el cargo de Consejero de la Casa Blanca desde diciembre de 2018.

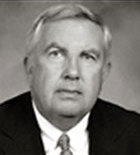
Fred Fielding, Consejero de la Casa Blanca en diversos periodos de la presidencia de Ronald Reagan y George W. Bush.

## Función
La oficina del Consejero del Presidente y del Vicepresidente fue creada en 1943, y es el responsable del asesoramiento en todos los asuntos legales que surjan como consecuencia de las decisiones presidenciales de sancionar o vetar leyes, cuestiones éticas, divulgación de información financiera y conflictos de interés durante su mandato y después de su término. 
La oficina de consejero también ayuda a definir la línea que separa los actos oficiales de los actos políticos, supervisar los nombramientos en el ejecutivo y para la selección de jueces, los indultos presidenciales, revisar las declaraciones y órdenes presidenciales y llevar los casos de demandas judiciales contra el presidente por su desempeño como presidente, así como servir de enlace entre la Casa Blanca y el Departamento de Justicia.

## Lista de Consejeros de la Casa Blanca
- Samuel Irving Rosenman (1943-1946)
- Clark M. Clifford (1946-1950)
- Charles Murphy (1951-1953)
- Thomas E. Stephens (1953)
- Bernard M. Shanley (1953-1955)
- Gerald D. Morgan (1955-1958)
- David W. Kendall (1958-1961)
- Theodore Sorensen (1961-1963)
- Myer Feldman (1963-1965)
- Milton Serner (1965-1966)
- Larry Eugene Temple (1967-1969)
- Charles Colson (1969-1970)
- John Dean (1970-1973)
- Leonard Garment (1973-1974)
- William Casselman (1974-1975)
- Phillip W. Buchen (1975-1977)
- Robert Lipshutz (1977-1979)
- Lloyd Cutler (1979-1981) (1.ª vez)
- Fred Fielding (1981-1986) (1.ª vez)
- Peter J. Wallison (1986-1987)
- Arthur Culvahouse (1987-1989)
- C. Boyden Gray (1989-1993)
- Bernard W. Nussbaum (1993-1994)
- Lloyd Cutler (1994) (2.ª vez)
- Abner J. Mikva (1994-1995)
- Jack Quinn (1995-1996)
- Lanny Davis (1996-1998)
- Charles F.C. Ruff (1998-1999)
- Beth Nolan (1999-2001)
- Alberto R. Gonzales (2001-2005)
- Harriet Miers (2005-2007)
- Fred Fielding (2007-2009) (2.ª vez)
- Greg Clair (2009-2010)
- Robert Bauer (2010-2011)
- Kathryn Ruemmler (2011-2014)
- Neil Eggleston (2014-2017)
- Don McGahn (2017-2018)
- Emmet Flood (2018-2018) (En funciones)
- Pat Cipollone (2018-2021)

- Datos: Q1296423
- Multimedia: White House Counsels / Q1296423